# 발파브리카
발파브리카(이탈리아어: Valfabbrica)는 이탈리아 움브리아주 페루자도에 위치한 코무네다. 페루자에서 북동쪽으로 20km 거리에 있다.

## 역사
이 마을은 노난톨라의 수도사들이 세운 바도 파브리카에(Vado Fabricae)에 있는 산타 마리아 대수도원 인근에서 발전했다. 후에 교황청이 이곳을 점령할 때까지, 구비오와 아시시가 이곳의 소유권을 주장했었다.

## 자매 도시
- 독일 그로이센하임
- 프랑스 베넬르스